# توماس أومالي
توماس أومالي (بالإنجليزية: Thomas O’Malley)‏ هو سياسي أمريكي، ولد في 23 مارس 1903 في ميلواكي في الولايات المتحدة، وتوفي في 19 ديسمبر 1979 في شيكاغو في الولايات المتحدة. حزبياً، نشط في الحزب الديمقراطي. وقد انتخب عضو مجلس النواب الأمريكي.